# Francisco de Borja Carabante Muntada
Francisco de Borja Carabante Muntada (Madrid, 20 de gener de 1975) és un polític espanyol del Partit Popular (PP).
Nascut el 20 de gener de 1975 a Madrid, es va llicenciar en Economia per la Universitat Complutense de Madrid (UCM). El 2002 va contreure matrimoni amb Mònica Álvarez del Manzano, filla de l'alcalde de Madrid José María Álvarez del Manzano. Inclòs al lloc 53 de la llista del PP per a les eleccions a l'Assemblea de Madrid de maig de 2003, va resultar escollit diputat de la efímera sisena legislatura del parlament regional. Va repetir com a diputat a les vii, viii i ix legislatures de l'Assemblea de Madrid.
En aquest període va exercir de director general de Carreteres i de viceconseller de Transports, Infraestructura i Habitatge del govern regional madrileny.
El 2015 va ser inclòs en el tretzè lloc de la llista del PP per a les eleccions municipals de 2015 a Madrid encapçalada per Esperanza Aguirre i va resultar escollit regidor.
Al novembre de 2016 va ser nomenat conseller delegat de Metro de Madrid, S.A.